# 周天福
周天福（？—？），中國清朝官員，本籍中國順天，監生出身。
曾任霞浦县知县，於1735年（雍正13年）奉旨於台灣擔任台灣諸羅縣笨港縣丞。